# Remšnik
Remšnik (deutsch Remschnigg) ist eine Streusiedlung mit zentralem Kirchweiler im Kozjak nordöstlich von Radlje ob Dravi in Slowenien. Die Siedlung gehört zur Gemeinde Radlje ob Dravi.
Die Pfarrkirche in der Siedlung ist dem Heiligen Georg geweiht und gehört zur römisch-katholischen Erzdiözese Maribor. Die Pfarre ist die älteste im Drautal und wurde 1201 erstmals urkundlich erwähnt. Das Kirchengebäude wurde auf den Fundamenten einer spätgotischen Kirche aus dem Jahr 1532 errichtet, nachdem ein Brand im Jahr 1863 das ursprüngliche Gebäude völlig zerstört hatte. Es handelt sich um eine einschiffige Kirche mit einem Glockenturm an der Westfassade. Um die Kirche herum befindet sich der Friedhof.
Das Dorf Remšnik ist nicht mit der Remschnigg-Alm zu verwechseln, die einige Kilometer östlich direkt an der österreichisch-slowenischen Grenze liegt.